# Jižní Afrika na Letních olympijských hrách 1908
Jižní Afrika se účastnila Letní olympiády 1908 v Londýně.

## Medailisté
| Medaile | Jméno              | Sport    | Soutěž            |
| ------- | ------------------ | -------- | ----------------- |
| Zlato   | Reggie Walker      | Atletika | Muži běh na 100 m |
| Stříbro | Charles Hefferonov | Atletika | Muži marathon     |